# Bahnhof Ostseebad Binz
Der Bahnhof Ostseebad Binz ist einer von zwei Bahnhöfen des Ostseebades Binz auf der Insel Rügen. Er befindet sich am Streckenkilometer 12,1 der Bahnstrecke Lietzow–Binz und ist ihr südlicher Endbahnhof. Der Bahnhof wird von der Deutschen Bahn betrieben und regelmäßig von Regional- und Fernverkehrszügen bedient.
Inoffiziell, auch auf Straßenschildern im Ortsbereich, wird der Bahnhof Ostseebad Binz auch als Binz Großbahnhof bezeichnet, da sich in Binz außerdem der Bahnhof Binz LB an der Rügenschen Kleinbahn befindet.

## Geschichte
Das Empfangsgebäude wurde im Jahr 1938 fertiggestellt. Ein Jahr später eröffnete die Deutsche Reichsbahn den Bahnhof zusammen mit der Bahnstrecke Lietzow–Binz offiziell. Aufgrund des Zweiten Weltkriegs verkehrten jedoch zunächst nur wenige Züge, 1940 waren es zwei Zugpaare pro Tag. Als der Krieg beendet war, musste die Strecke als Reparation abgebaut und somit auch der Bahnhof stillgelegt werden. Sie wurde allerdings innerhalb weniger Jahre wieder aufgebaut, sodass der Bahnhof 1952 erneut in Betrieb gehen konnte. Danach wurde er für militärische Zwecke genutzt. Am 1. Oktober 1953 wurde der Güterverkehr wieder aufgenommen, der Personenverkehr folgte am 11. Dezember 1956. In den Jahren danach wurden erste Maßnahmen zum Ausbau des Bahnhofs begonnen. Gegen Ende der 1950er-Jahre wurden einige Fernzüge bis Binz geführt.
Während der Zeit der DDR wurde der Bahnhof regelmäßig von Schnellzügen bedient. Aufgrund seiner relativ hohen Bedeutung für den nationalen und internationalen Fernverkehr erhielt er am 27. Mai 1989 Anschluss an das elektrische Eisenbahnnetz. Damals bestand der Bahnhof aus drei Hauptgleisen, drei Abstellgleisen und zwei Lokgleisen. Ein Anschlussgleis zu einem Heizwerk zweigte am Stellwerk mit der Bezeichnung B1 ab.
Nach der Wende nahm der Reise- und Güterverkehr ab. Der Güterverkehr wurde daher im Jahre 1995 eingestellt.
1991 hielt der erste Intercity am Binzer Bahnhof. Von 1997 bis 2000 wurde der Bahnhof grundlegend saniert, wobei unter anderem die Bahnsteige neu gebaut wurden. Die Bahnhofsbezeichnung wurde in „Ostseebad Binz“ geändert. Das Anschlussgleis zum Heizwerk wurde entfernt. Außerdem erhielt der Bahnhof Lichtsignale. Die Sanierung kostete etwa 9,5 Millionen Mark.
Im März 2011 wurde der Bahnhof Ostseebad Binz durch ein wöchentliches Zugpaar nach München an das ICE-Netz der Deutschen Bahn angeschlossen.

## Anlage

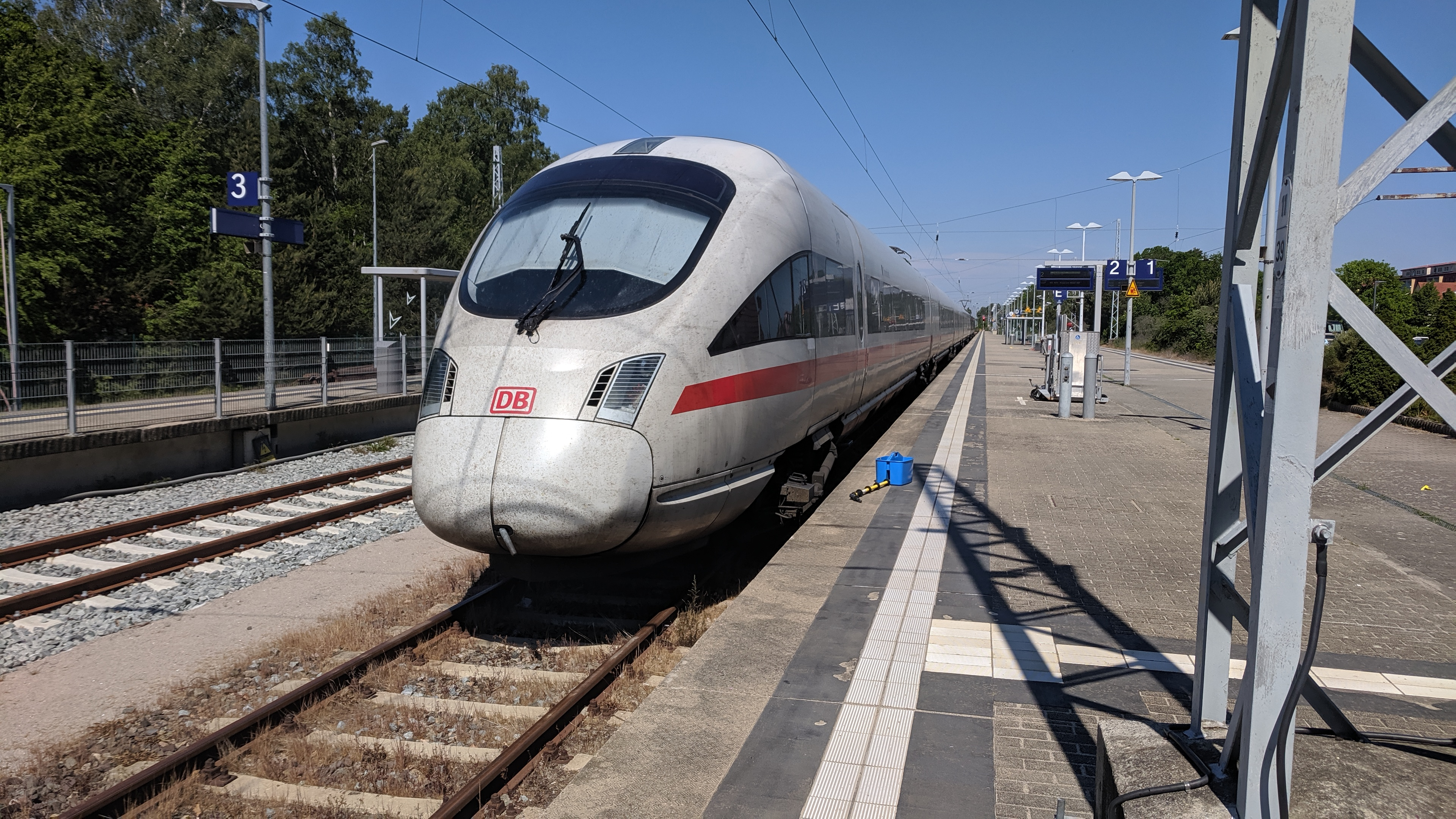
Bahnsteige

Der Bahnhof verfügt über drei Bahnsteiggleise. Das durchgängig befahrbare Gleis 2 und das Kopfgleis 4, welches nördlich des Empfangsgebäudes endet, liegen am 55 Zentimeter hohen Hausbahnsteig. Die Bahnsteigkante am Gleis 2 ist 344 Meter lang, die des Gleises 4 171 Meter. Das Durchgangsgleis 3 ist über einen Seitenbahnsteig zugänglich, der durch einen technisch sicherbaren Reisendenübergang mit dem Hausbahnsteig verbunden ist. Der Seitenbahnsteig ist 315 Meter lang und 76 Zentimeter hoch. Zwischen den Gleisen 2 und 3 befindet sich das dritte Durchgangsgleis 1. Dieses dient ausschließlich zur Durchfahrt durch den Bahnhof bis zum etwa 150 Meter weiter südlichen Streckenende. Fernverkehrszüge halten immer auf den Gleisen 2 oder 3, Regionalzüge auf Gleis 4. Nördlich des Bahnhofs befindet sich eine Abstellanlage. Die Steuerung der Signale erfolgt vom Elektronischen Stellwerk in Lietzow. Vom Bahnhofsvorplatz besteht Anschluss an mehrere Omnibuslinien, die von der Verkehrsgesellschaft Vorpommern-Rügen (VVR) betrieben werden. Außerdem befindet sich dort ein Taxistand.

## Personenverkehr
Im Jahr 2011 hielten täglich etwa 40–50 Züge am Bahnhof Ostseebad Binz. Saisonal im Sommer verkehrte oft auch ein Nachtzug von und nach Ostseebad Binz, dessen Zielorte in Süddeutschland sich oft änderten.
| Linie  | Linienverlauf | Taktfrequenz                                                                  |
| ------ | --- | ----------------------------------------------------------------------------- |
| ICE 10 | Ostseebad Binz – Stralsund Hbf – Rostock Hbf – Neustrelitz Hbf – Berlin Hbf – Potsdam Hbf – Brandenburg Hbf – Magdeburg Hbf – Braunschweig Hbf – Hannover Hbf – Bielefeld Hbf – Hamm (Westf) – Dortmund Hbf – Essen Hbf – Duisburg Hbf – Düsseldorf Hbf – Köln Hbf                                                 | ein Zugpaar (saisonal am Wochenende)                                          |
| ICE 26 | Ostseebad Binz – Stralsund Hbf – Rostock Hbf – Schwerin Hbf – Hamburg Hbf (– Bremen Hbf – Osnabrück Hbf – Münster (Westf) Hbf – Dortmund Hbf – Bochum Hbf – Essen Hbf – Duisburg Hbf – Düsseldorf Hbf – Köln Hbf – Bonn Hbf – Koblenz Hbf – Mainz Hbf – Mannheim Hbf – Heidelberg Hbf – Stuttgart Hbf)             | einzelne Züge                                                                 |
| ICE 28 | Ostseebad Binz – Prenzlau – Eberswalde Hbf – Berlin Hbf – Leipzig Hbf – Erfurt Hbf – Nürnberg Hbf – München Hbf | ein Zugpaar (Mo–Fr, So) zwei Zugpaare (Sa)                                    |
| IC 32  | Stuttgart – Heidelberg – Mannheim – Mainz – Koblenz – Köln Hbf – Düsseldorf Hbf – Duisburg Hbf – Essen Hbf – Bochum Hbf – Dortmund Hbf – Hamm (Westf) – Bielefeld Hbf – Hannover Hbf – Wolfsburg Hbf – Berlin-Spandau – Berlin Gesundbrunnen – Eberswalde Hbf – Prenzlau – Züssow – Stralsund Hbf – Ostseebad Binz | ein Zugpaar                                                                   |
| RE 9   | Ostseebad Binz – Prora – Lietzow (Rügen) – Bergen auf Rügen – Samtens – Stralsund Hbf (– Velgast – Ribnitz-Damgarten West – Rostock Hbf) | stündlich bis Lietzow, zweistündlich bis Stralsund, einzelne Züge bis Rostock |

### Nachtverkehr
Bis zum Fahrplanwechsel im Dezember 2016 verkehrten Nachtzüge von und nach Binz. Diese Verbindungen wurden nur in der Sommersaison angeboten und oft auch nur samstags. Von 2009 bis 2016 verkehrte der CNL „Komet“ zwischen Binz und Basel. Zeitweise waren es auch nur Kurswagengruppen. Davor wurde Binz im Nachtverkehr von der Gattung NZ (=DB NachtZug) bedient. Von 2001 bis 2007 bestand eine Verbindung nach Nordrhein-Westfalen. Aus Richtung Ostseebad Binz fuhren diese bis Dortmund. In der Gegenrichtung kamen sie aus Hagen. 1999 und 2000 verkehrten NZ von Stuttgart nach Ostseebad Binz. Bis 1997 endete mit dem Schnellzug „Arkona“ ein Zug aus Basel in Binz.